# Wojny-Krupy (gromada)
Wojny-Krupy (początkowo Wojny Krupy, bez łącznika) – dawna gromada, czyli najmniejsza jednostka podziału terytorialnego Polskiej Rzeczypospolitej Ludowej w latach 1954–1972.
Gromady, z gromadzkimi radami narodowymi (GRN) jako organami władzy najniższego stopnia na wsi, funkcjonowały od reformy reorganizującej administrację wiejską przeprowadzonej jesienią 1954 do momentu ich zniesienia z dniem 1 stycznia 1973, tym samym wypierając organizację gminną w latach 1954–1972.
Gromadę Wojny Krupy z siedzibą GRN w Wojnach Krupach utworzono – jako jedną z 8759 gromad – w powiecie wysokomazowieckim w woj. białostockim, na mocy uchwały nr 24/V WRN w Białymstoku z dnia 4 października 1954. W skład jednostki weszły obszary dotychczasowych gromad Wojny Krupy, Wojny Szuby Włościańskie, Wojny Szuby Szlacheckie, Wojny Pietrasze, Wojny Wawrzyńce, Warele Filipowicze, Piętki Żebry i Piętki Basie ze zniesionej gminy Klukowo oraz obszar dotychczasowej gromady Wojny Pogorzel ze zniesionej gminy Szepietowo w tymże powiecie. Dla gromady ustalono 15 członków gromadzkiej rady narodowej.
31 grudnia 1959 gromadę Wojny-Krupy zniesiono, włączając jej obszar do gromad Klukowo (wsie Piętki Żebry i Piętki Basie), Wyszonki Kościelne (wieś Warele Filipowicze) i Dąbrówka Kościelna (wsie Wojny-Krupy, Wojny-Szuby Włościańskie, Wojny-Szuby Szlacheckie, Wojny-Pietrasze, Wojny-Wawrzyńce i Wojny-Pogorzel).